# Jack Kerouac
Jean-Louis Lebris de Kérouac, meglio conosciuto come Jack Kerouac (AFI: [ˈkɛruːæk] o [ˈkɛrɵæk]; Lowell, 12 marzo 1922 – St. Petersburg, 21 ottobre 1969), è stato uno scrittore, poeta e pittore statunitense.
È considerato uno dei maggiori e più importanti scrittori statunitensi del XX secolo, nonché "padre del movimento beat", perché nei suoi scritti esplicitò le idee di liberazione, di approfondimento della propria coscienza e di realizzazione alternativa della propria personalità relative a un gruppo di poeti statunitensi che venne chiamato Beat Generation. Fu Kerouac a coniare il termine beat (come contrazione dal termine "beatific"), con intento religioso e non politico-contestatario, come lo fu invece per la maggior parte degli scrittori legati al movimento beat. Beat per lo scrittore era l'equivalente di "beato":
Il suo stile ritmato e immediato, chiamato dallo stesso Kerouac prosa spontanea, ha ispirato numerosi artisti e scrittori della Beat Generation e musicisti come il cantautore statunitense Bob Dylan. Le opere più conosciute sono Sulla strada, considerata il manifesto della Beat Generation, I sotterranei, I vagabondi del Dharma e Big Sur, che narrano dei suoi viaggi attraverso gli Stati Uniti d'America e delle brevi permanenze in qualche località.
Passò la maggior parte della sua vita diviso tra i grandi spazi dell'America settentrionale e centrale e l'appartamento della madre a Lowell, una piccola cittadina industriale, centro tessile, sul fiume Merrimack, in Massachusetts. I suoi scritti riflettono la volontà di liberarsi dalle soffocanti convenzioni sociali e dalle forme dell'epoca e dare un senso liberatorio alla propria esistenza, un approfondimento della coscienza cercato nelle droghe (come la benzedrina e la marijuana), nella religione, cattolica e buddhista (con una forte tendenza al sincretismo e ad un cristianesimo caratterizzato da un forte slancio vitale). Nei suoi frenetici viaggi, Kerouac sembrava essere alla ricerca di un luogo che gli desse stabilità interiore e riempisse quella deprimente sensazione di vuoto, simboleggiata dalla morte del fratello maggiore, Gerard, all'età di quattro anni e poi del padre, Leo, venti anni dopo, oltre che di una risposta al mistero della vita; affrontare l'enigmaticità dell'esistenza è considerata dallo scrittore la sola attività importante a questo mondo.
Kerouac si definì poeta jazz, per lo stile melodico bebop della sua prosodia. Esaltò i benefici dell'amore (la passione carnale era per lui la porta del Paradiso) e proclamò l'inutilità del militarismo, ma nel 1966 si dichiarò a favore dell'intervento statunitense in Vietnam - seppur difendendo la moralità di alcuni soldati che conosceva personalmente, più che la politica governativa . Jack Kerouac e i suoi scritti sono considerati precursori dello stile di vita della gioventù degli anni sessanta e del movimento degli hippy, che scosse la società statunitense nelle sue certezze e ispirò direttamente i movimenti pacifisti, l'antimilitarismo contro la guerra del Vietnam e quelli libertari del maggio 1968, sebbene Kerouac rifiutasse alcuni aspetti dell'ideologia politica che caratterizzò la Beat Generation dichiarandosi in più occasioni "uno strano solitario pazzo mistico cattolico" e rifiutando per giunta l'etichetta di scrittore beat. Morì a 47 anni nel 1969 in conseguenza di un'emorragia addominale causata da cirrosi epatica, a sua volta correlata all'alcolismo che lo aveva tormentato per gran parte della sua vita.

## Biografia

### I primi anni

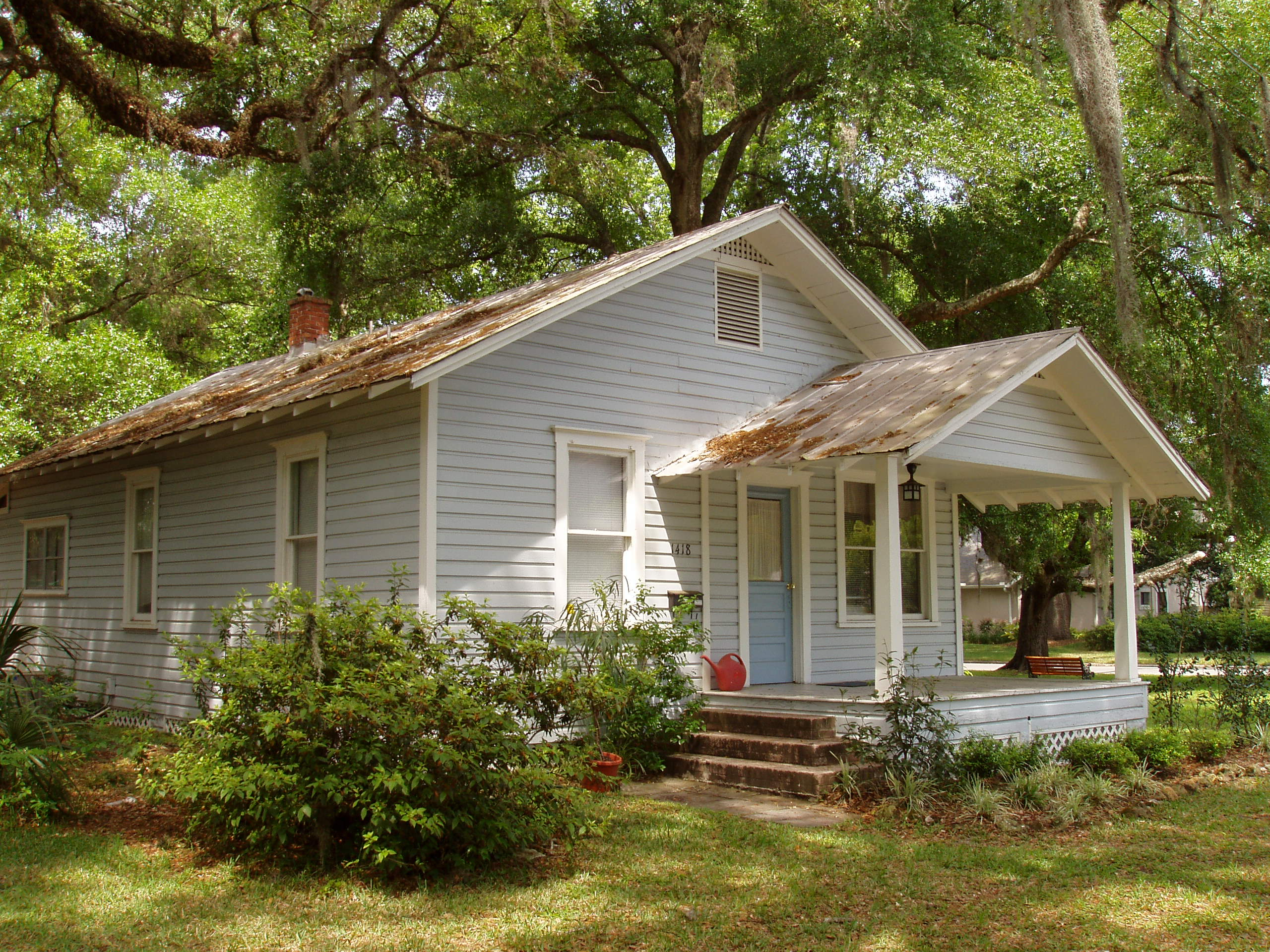
La casa di Jack Kerouac in Florida.

Jean Louis Kerouac era figlio di immigrati franco-canadesi (originari del Basso San Lorenzo nel Québec). Suo padre, Leo Alcide Kirouac (Saint-Hubert-de-Rivière-du-Loup, 5 agosto 1889 - Lowell, 1946) che modificò il suo cognome in Kerouac al suo arrivo negli Stati Uniti d'America, era imparentato con Marie Victorin Kirouac, botanico e membro della congregazione dei Fratelli delle scuole cristiane, mentre la madre, Gabrielle Ange Lévesque (Saint-Pacôme, 1895-1972), spesso chiamata dallo scrittore mémêre (mammina), era cugina di René Lévesque, che fu primo ministro del Québec dal 1976 al 1985. Gli antenati di Kerouac erano di origine francese; Jean Baptiste, nonno di Kerouac, era un carpentiere, nato nella Cornovaglia, in Bretagna, che si era trasferito a Nashua, nel New Hampshire. Da parte di madre i Lévesque provenivano invece dalla Normandia.
Nel mese di ottobre 1915 i genitori di Kerouac si sposarono. Nel 1916 nacque Gerard, nel 1918 nacque Carolin, soprannominata Ti Nin, Piccola Nin e nel 1922 nacque Jack, che venne battezzato Jean Louis Lebris Kerouack e in casa chiamato Ti Jean, ovvero Piccolo Jean. 
La sua infanzia, come egli stesso scrisse, fu serena, malgrado la prematura morte per malattia reumatica del fratello maggiore Gerard, avvenuta nel 1926, quando Jack aveva soltanto quattro anni, lo avesse colpito fortemente.
Nel 1928 iniziò a frequentare la scuola parrocchiale St. Louis de France, nel centro di Lowell, dove l'insegnamento era in lingua francese e permeato di una religiosità cattolica che insegnava ad avere senso di colpa e repressione nei confronti della sessualità. Questo atteggiamento verso il sesso e il corpo era qualcosa che Jack più tardi dovette consapevolmente combattere per riuscire a scrivere in modo veritiero le sue relazioni sessuali e pubblicarle in un paese giansenista come Lowell. Kerouac da bambino andava al cinema con sua sorella; nella tipografia paterna imparò il braccio di ferro da Armand Gautierun, un dipendente di suo padre e acquisì familiarità con la macchina per scrivere.
Nel 1932, all'età di dieci anni, in seguito al trasferimento nella zona di Pawtucketville, venne iscritto alla Barlett Junior High School. Il giovane Kerouac ebbe difficoltà a comunicare in inglese e gli ci vollero diversi anni per diventare perfettamente bilingue; qui conobbe Sebastian "Sammy" Sampas, un amico greco che condivise con Kerouac la passione per la letteratura e con il quale strinse una profonda amicizia. Durante questo periodo perse il suo soprannome di Ti Jean per il nome più americano di Jack; tuttavia, in famiglia, i Kerouac parlavano ancora franco-canadese e Jack si firmò Ti Jean per tutta la vita in tutte le lettere agli amici. Jack disponeva di una grande memoria, ma era anche molto bravo negli sport, il football e la corsa sopra tutti. Il giovane Jack era un running back, un giocatore veloce nella corsa, che guadagnava preziose iarde, trovando varchi fra le linee opposte. Il suo insegnante di inglese lo definì brillante e a undici anni Kerouac scrisse il suo primo romanzo, The Cop on the Beat. Gli affari del padre, però, andavano male ed egli iniziò a bere e a darsi al gioco d'azzardo. Così, a sedici anni, dopo il matrimonio della sorella diciottenne con Charlie Morissette, il 30 maggio 1937, Jack litigò con la madre per la scelta della sorella di lasciare il nucleo familiare tanto presto, e si ritrovò solo a casa.
Le esperienze dell'infanzia e della prima adolescenza, insieme ai giochi che intratteneva con gli amici, furono al centro di una successiva opera, Il dottor Sax: la figura del Dottor Sax fu modellata da Kerouac su quella dell'Ombra, (The Shadow), protagonista di racconti polizieschi pubblicati sul quindicinale della Smith and Street e in seguito mandati in onda per radio diffusione (WOR radio show).
Nel 1939, a 17 anni, si diplomò alla Lowell High School e in quell'anno intrecciò una relazione amorosa, che non oltrepassò i confini di una casta infatuazione, con Mary Carney, una coetanea di origine irlandese: questa relazione amorosa venne rievocata nel libro Maggie Cassidy. La madre di Jack la considerava carina, ma aveva paura che Jack rimanesse intrappolato in un matrimonio prematuro. Jack era troppo giovane, non sapeva cosa fare e Mary glielo rinfacciò, così la relazione finì. Jack in autunno andò alla Horace Mann Preparatory School, grazie ad una borsa di studio per meriti sportivi.

### Gli incontri e le prime esperienze
Tra il 1939 e il 1940 frequentò la Horace Mann Preparatory School a New York: l'anno propedeutico trascorso, sancì il punto più alto delle versatili potenzialità di Kerouac, sia in campo letterario che sportivo. Ebbe la possibilità di visitare la città e di frequentare locali di artisti, nei quali conobbe alcune delle persone più importanti della sua vita, come Henri Cru, che fu il personaggio Remi Boncoeur, nel romanzo Sulla strada e Frankie Edith Parker, che divenne la sua prima moglie.
Nel 1940 a New York, si immatricolò alla Columbia University grazie a una borsa di studio ottenuta per meriti atletici. Un infortunio a una gamba lo esentò dagli allenamenti: il tempo così guadagnato lo trascorse visitando i locali jazz, dove si suonava in stile Bebop, i musei, i cinema, i teatri, e tutte le seduzioni che la vita di Times Square e di Harlem sono in grado di offrire. Abbandonato il football continuò la sua autoformazione: oltre a William Saroyan ed Hemingway comparvero, tra le letture di Kerouac, Dos Passos, Joyce, Dostoevskij e, soprattutto, Thomas Wolfe.
L'8 dicembre 1941, il giorno dopo l'attacco giapponese a Pearl Harbor, Roosevelt trasmise alla radio il famoso discorso Odio alla guerra e Kerouac lasciò la Columbia University per arruolarsi, ma era incerto e non si arruolò immediatamente.
I genitori di Kerouac si infuriarono e gli dissero che doveva andare a lavorare. Così Kerouac si trovò un lavoro da un meccanico in una stazione di servizio dove faceva anche il benzinaio e si trovò una stanza a New Haven, dove si erano trasferiti anche i suoi genitori. 
Nel 1942 Kerouac entrò nella marina mercantile e si imbarcò come sguattero sulla S.S Dorchester una nave mercantile con destinazione la Groenlandia, per 470 dollari. Sul Dorchester racconta di aver subito violenza “da parte di un cuoco libidinoso, cattivo e grasso”. Tra la primavera e l’estate del 1942, frequenta molte donne e ha talvolta rapporti omosessuali.
A ottobre, tornato a New York riprese a frequentare la Columbia e soprattutto gli ambienti del Greenwich Village, frequentato da artisti, ribelli e bohémien, dove condusse la vita degli hipster e dei beat, intrecciando una relazione amorosa con Edie Parker.

### Servizio militare

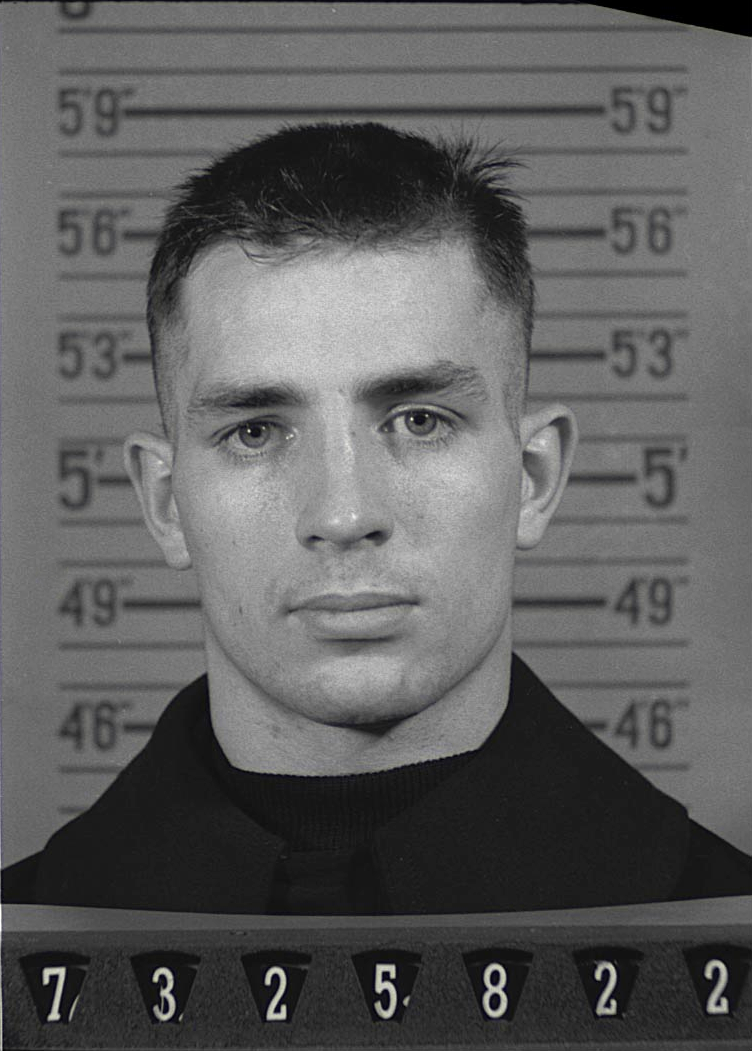
Fotografia di Kerouac alla visita per la riserva navale.

Jack Kerouac il 23 marzo 1943, a ventuno anni, in piena seconda guerra mondiale, aveva iniziato il servizio militare come apprendista marinaio alla Stazione navale di addestramento (U.S. Naval Training Station), a Newport, Rhode Island, ma dieci giorni dopo, il 2 aprile, aveva marcato visita per una cefalea, chiedendo dell'aspirina, lamentandosi di non riuscire a seguire le regole e la disciplina militare. Dopo averlo ascoltato, il medico di servizio scrisse che Kerouac aveva allucinazioni uditive, idee persecutorie e suicidarie, ideazione sconnessa, ossessioni per grandiosi problemi filosofici, lo tenne in osservazione e poi chiese una visita specialistica psichiatrica.
Mandato all'Ospedale navale militare di Newport, Rhode Island, il 20 maggio 1943, venne diagnosticata una "demenza precoce", termine che allora indicava la schizofrenia, e venne rinviato all'Ospedale navale di Bethesda, Maryland, il 2 giugno 1943, per un approfondimento diagnostico. Qui, la diagnosi fu cambiata in stato "psicopatico costituzionale e personalità schizoide, ma non psicotica". Il paziente, in definitiva, non fingeva, non era una minaccia né per sé, né per gli altri, comunque venne riformato il 28 giugno 1943, per inadeguatezza al servizio militare. Il suo futuro alcolismo, ereditato dalla madre, e la tossicodipendenza non faranno che peggiorare questo precario quadro psichico.
A giugno del 1943 Kerouac tornò a casa dai suoi genitori, i quali nel frattempo erano andati a vivere a Ozone Park, un quartiere di Long Island, vicino a Brooklyn.
Subito, si imbarcò come marinaio ordinario sulla nave mercantile SS George Weems, per Liverpool, da qui visitò Londra e poi nel settembre 1943 la nave fece ritorno a New York. Jack tornò a casa dei genitori per tutto l'inverno, facendo lavori saltuari. Reincontrò Edie Parker e andò a vivere nell'appartamento vicino al campus della Columbia, che Edie condivideva con Joan Vollmer che sposò William S. Burroughs.

### LaBeat Generation
Il 1944 fu l'anno cruciale nel quale incontrò Lucien Carr, che gli fece conoscere William S. Burroughs e Allen Ginsberg, con i quali diede vita al nucleo originario della Beat Generation. Una mattina Lucien Carr uccise a coltellate David Kammerer, un suo amante geloso e aggressivo e Kerouac venne arrestato per favoreggiamento, in quanto aveva aiutato Carr a gettare nel fiume l'arma del delitto. L'episodio venne ricordato in una novella scritta assieme a Burroughs intitolata E gli ippopotami si sono lessati nelle loro vasche. Il padre di Kerouac si rifiutò di pagare la cauzione e la famiglia di Edie si offrì di coprire queste spese, a patto che Jack sposasse la ragazza e fu così che Kerouac si sposò il 22 agosto, a 22 anni.
Gli sposi andarono a vivere nella famiglia di lei, in Michigan, dove Jack trovò un lavoro come operaio in una fabbrica. Nell'ottobre del 1944, dopo due mesi il matrimonio finì, perché Jack non aveva nessun interesse per la vita matrimoniale e inoltre si sentiva in condizioni di inferiorità a vivere in una famiglia tanto più ricca di lui. Jack lasciò Edie e ritornò a New York, dove incontrò per la prima volta Allen Ginsberg e fecero amicizia. Continuò la conoscenza di artisti o aspiranti tali e di drogati che lo iniziarono alla dipendenza delle droghe; Vicky Russel, una prostituta tossicodipendente, procurava loro anfetamina e marijuana.
Nel luglio del 1945 a Leo Kerouac era stato diagnosticato un tumore addominale. A dicembre del 1945 Kerouac si ammalò di tromboflebite alle gambe per abuso di anfetamina e fu ricoverato in ospedale dove incominciò a pensare di scrivere un grande romanzo nello stile di Thomas Wolfe, intitolato La città e la metropoli. Nell'estate del 1946 Leo Kerouac morì e Jack naturalmente ne soffrì molto; si acuì in lui quel senso della morte che lo aveva già preso quando era morto il fratello maggiore Gerard.
Nel 1946, poco prima di Natale, Kerouac ebbe l'incontro più importante della sua vita, quando conobbe Neal Cassady, un giovane di 20 anni, che era finito in riformatorio, per avere rubato delle auto e aveva interessi letterari, e che divenne per Kerouac il simbolo della vera emarginazione e fonte di ispirazione letteraria, personaggio principale nel libro Sulla strada (On the Road)., con il nome Dean Moriarty e presente anche nei libri Visioni di Cody, I vagabondi del Dharma, Big Sur e Angeli di desolazione. A New York, Neal si era trovato un lavoro come posteggiatore, aveva affittato una stanza ammobiliata e ci si era stabilito con Luanne, la sua giovane moglie di 16 anni. Jack li aveva invitati a cena, ma istintivamente Mémêre vide in Cassidy un giovane ragazzo selvatico, agitato e che parlava troppo.
Circa il 9 marzo 1947, Cassady lasciò New York per andare a Denver, la città della sua infanzia, in autobus con il Greyhound Lines. A Denver divorziò e si risposò subito con Carolyn Robinson, laureata a Bennington. Cassady lavorava in una stazione di servizio ed erano andati a vivere in un seminterrato ammobiliato per 6 dollari la settimana.

### Sulla strada

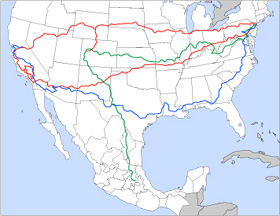
Mappa dei viaggi fatti da Kerouac:
in rosso quelli del 1947;
in blu quelli del 1949;
in verde quelli del 1950.

Nel luglio del 1947 Jack, deciso a raggiungere il nuovo amico Neal a Denver, intraprese il primo viaggio attraverso il Nord America, viaggio che costituì la prima parte del libro Sulla strada. A Denver rintracciò tutti i suoi amici, eccetto Neal. Poi andò a San Francisco, dove lavorò come guardia notturna, vivendo nella baracca di Henry Cru a Mill Valley e spedendo quasi tutto il salario a sua madre, finché fu licenziato. Allora andando in autostop verso Bakersfield, incontrò Beatrice Kozera, una ragazza di Los Angeles, che sarà immortalata nel romanzo Sulla strada come Terry, la ragazza messicana della quale si infatuò e con la quale passò 15 giorni in albergo a Los Angeles. Poi andarono a Selma (Sabinal), nella Central Valley, a casa dei genitori di lei e qui lavorarono nei campi di cotone, con la paga di un dollaro e mezzo al giorno, spesi per mangiare, vivendo in una tenda. Queste furono due settimane fra le più felici della vita di Kerouac. Era ottobre del 1947, incominciava a far freddo e, non avendo i soldi per il combustibile della stufa, Jack fu trasferito nel pagliaio e Beatrice si offrì di dargli tutti i soldi che avrebbe guadagnato facendo la vendemmia, ma Jack non era ben visto dal padre di lei, così chiese a sua madre, che lavorava ancora al calzaturificio, di spedirgli i soldi per il viaggio e tornò presso di lei a Ozone Park.
Nell'inverno del 1947 e nella primavera del 1948, Kerouac completò la stesura di La città e la metropoli e lo mandò a Scribners, l'editore di Thomas Wolfe, ma a giugno arrivò una lettera di rifiuto.
Nel luglio 1948, a New York, Kerouac conobbe John Clellon Holmes, ad una festa in casa di Ginsberg. I due giovani scrittori entrarono subito in sintonia e Jack, alla fine dell'estate, gli lasciò la borsa con gli appunti del libro La città e la metropoli che Holmes divorò, notando la pignoleria di Kerouac nel contare il numero di parole e l'avanzamento del lavoro, fino al 9 settembre, giorno nel quale lo finì.
Ai primi di novembre del 1948, Kerouac iniziò la prima stesura di Sulla strada, ma questa versione non è quella che venne poi pubblicata. Jack e sua madre andarono a passare il Natale a Rocky Mount, nella nuova casa dalla figlia Carolin, dove venne invitato anche Neal, che venne con sua moglie Luanne e un suo amico ferroviere Ed Hinckle. Poi passarono il Capodanno a New York e partirono per San Francisco, passando da New Orleans, per andare a trovare la moglie di Hinckle che stava ad New Orleans in casa di Burroughs. Alla fine delle feste, Mémêre aveva spedito a Jack i soldi per tornare a New York.
Il 29 marzo 1949, finalmente la casa editrice Harcourt Brace aveva comprato La città e la metropoli, dando a Kerouac 1.000 dollari di anticipo. Il libro, rifiutato dalla Little Brown era finito, per mezzo di Allen Ginsberg, in mano a Mark Van Doren, che lo aveva letto e dato a Robert Giroux, editore della Harcourt, al quale era piaciuto.
A fine maggio del 1949, Jack partì per Denver, dove affittò una baracca di legno, cercando di vivere alla maniera di Thoreau, ma Neal non c'era più, Burroughs si era trasferito a Città del Messico e Jack lì si sentiva solo. A settembre prese un treno merci e andò a San Francisco, ma trovò Neal con un pollice rotto e ingessato. Assieme ritornarono a Denver, poi andarono a Detroit e finalmente approdarono a Ozone Park. Neal ritornò a fare il posteggiatore a New York, conobbe Diana Hansen e la mise incinta.
Nel febbraio del 1950 finalmente fu pubblicata La città e la metropoli, per la quale in tutto pagarono 4 000 dollari. Fu un immediato successo, finalmente fu dimostrato che Kerouac era uno scrittore, ma pochi credevano nella sua effettiva permanenza nella sfera della letteratura statunitense. Nei primi anni cinquanta scrisse una novella dopo l'altra senza riuscire a pubblicarne una, portandole in giro dentro uno zaino, mentre vagava avanti e indietro per tutto il paese.
Nel maggio del 1950 Jack partì di nuovo per Denver, dove questa volta gli teneva compagnia Ed White. Intanto Neal aveva comprato un'auto e si era messo in viaggio per Denver col progetto di tirare su Jack, andando a Città del Messico e farsi ospitare da Burroughs, per portare a termine la pratica di divorzio con Carolyn. Nell'estate arrivarono a casa di Burroughs, incallito morfinomane, dove Jack si fermò per due mesi, mentre Neal tornò a New York immediatamente per sposare Diana. Dopo due mesi passati a drogarsi da solo, Kerouac fisicamente si era esaurito, aveva speso tutti i soldi per la morfina ed era smunto e tirato, ma a causa del fatto che la morfina gli dava vomito e vertigini, non divenne mai tossicodipendente. A ottobre 1950, Jack si mise in viaggio per tornare da sua madre a Ozone Park..
A New York, Jack conobbe Joan Haverty, che sposò a metà novembre del 1950 e si trasferì dalla casa della madre al loft della moglie, fra la 21ª e la 7ª Avenue. Trovò un lavoro che consisteva nel riassumere romanzi per la Twentieth Century Fox e sua moglie lavorò come cameriera, quattro ore al giorno..
Tra gennaio e aprile del 1951 lesse il manoscritto La scimmia sulla schiena (Junkie) di Burroughs e Go di Holmes.
In aprile del 1951, a casa della moglie, Kerouac riscrisse e completò Sulla strada in sole tre settimane, su un unico rotolo di carta da telescrivente, che gli aveva procurato Lucien Carr. Due giorni dopo aver concluso, decise che il suo matrimonio era finito e tornò a casa a Ozone Park. Il matrimonio era durato 6 mesi. Poco dopo la separazione, Joan Haverty scoprì di essere incinta, ma Jack la accusò di averlo tradito e mise in dubbio di essere il padre. In luglio andò con sua madre a casa di Caroline, a Rocky Mount in Carolina del Nord, dove passò un'estate molto tranquilla. Poi tornarono a Ozone Park.
In ottobre 1951 elaborò il suo metodo di scrittura che definiva prosa spontanea e cominciò a rivedere Sulla strada e la sua continuazione Visioni di Cody.
(On the Road)
Sulla strada (On the Road) tratta dell'incontro fra Sal Paradise, il personaggio che rappresenta Jack Kerouac, con Dean Moriarty, il personaggio che rappresenta Neal Cassady e di quella che lui stesso definì la mia vita sulla strada alla maniera degli hobo. Questo romanzo, pubblicato nel 1957, fu classicamente definito il manifesto della Beat Generation, ovvero quel movimento culturale americano che gravitava attorno ad autori come Allen Ginsberg, William S. Burroughs, Gregory Corso, Lawrence Ferlinghetti, Gary Snyder, Michael McClure, Charles Olson e ovviamente Jack Kerouac, che influenzò profondamente la società del tempo perché esplicita il disagio delle persone nella vita quotidiana, la differenza fra propaganda e realtà del sogno americano nel dopoguerra e durante il periodo della guerra fredda e l'alienazione dell'uomo nella società contemporanea.
In dicembre 1951, la madre di Kerouac sarebbe tornata dalla figlia a Rocky Mount, per Natale, mentre Jack si voleva imbarcare sulla nave dove lavorava Henry Cru, ma tutti i lavori vennero assegnati a marinai con maggiore esperienza. Allora pensò di andare ad aspettare la nave a Los Angeles per ritentare l'imbarco. Andò a San Francisco e si presentò a casa dei Cassady, aspettando la nave, lavorò come facchino nelle ferrovie. Quando la nave arrivò a Los Angeles di nuovo Jack non trovò posto. Tornò a San Francisco e su consiglio di Neal, nel gennaio 1952 iniziò il corso per frenatore nell'area di Oakland per la Southern Pacific. I Cassidy lo sistemarono in solaio e qui rimase fino a maggio dello stesso anno. Anche questo fu uno dei periodi più belli nella sua vita. Kerouac disse: Pioveva ogni giorno e io avevo il vino, la marijuana e di tanto in tanto la moglie di Neal veniva a trovarmi. Sebbene Neal fosse molto geloso, aveva capito che Jack non gliela avrebbe mai portata via e quindi pensava che fosse una cosa carina lasciargli godere anche la moglie.
Il 16 febbraio 1952 ad Albany nacque la figlia Janet Michelle Kerouac (divenuta anche lei scrittrice e morta nel 1996), che Jack non volle riconoscere e non volle mai vedere.
A maggio del 1952, la situazione in casa Cassidy si era fatta pesante per il fatto che Jack non voleva lavorare alla Southern Pacific e quindi non aveva più soldi da dare in casa per il suo mantenimento, specialmente per vino e marijuana, così Kerouac si spostò a Città del Messico da Burroughs ma quest'ultimo se ne stava andando entro la fine di luglio per recarsi in America Centrale e così Jack scrisse a sua madre di mandargli i soldi per l'autobus per tornare a casa. La madre si era nel frattempo stabilita dalla figlia in una stanza a Rocky Mount. Jack arrivò a Rocky Mout nell'agosto 1952 ma non c'erano altre stanze. Così Neal andò a prenderlo e lo portò a San José, dove aveva comprato una casa più vicina al suo posto di lavoro, con una stanza in più per Jack, il quale iniziò a lavorare come frenatore alla Southern Pacific ma a settembre Neal e Jack litigarono e quest'ultimo si trasferì in albergo a San Francisco, pur continuando a lavorare come frenatore. Questo fu il lavoro che Kerouac conservò più a lungo, aveva un contratto annuale, guadagnava 600 dollari al mese ed era felice. Descrisse questo periodo nell'articolo October in the railroad earth, nel quale parla della vita negli scali merci e delle persone incontrate, dai barboni agli operai. Finché un giorno Neal lo andò a prendere e lo riportò a casa propria di nuovo. Stette lì fino a Natale, quando tornò a New York.
Il 16 novembre 1952, a New York, John Clellon Holmes, che lavorava al New York Times, per scrivere articoli sulla poesia contemporanea, aveva pubblicato un articolo intitolato This is the Beat Generation, che descriveva la sete giovanile, l'esuberanza senza requie, la natura della ricerca che in tutti loro pulsava. Holmes pubblicò il romanzo Go raccontando la Beat Generation, per primo, pur non facendo parte del gruppo beat. Go descrisse i personaggi, il Greenwich Village, i locali, la musica, le sbronze, la confusione, ma non i viaggi a cui Holmes dava poco importanza, né l'anelito libertario che animava queste persone. Holmes aveva percepito 20.000 dollari d'anticipo per la pubblicazione di questo libro e ciò destò l'invidia di Kerouac, il quale considerò Holmes un estraneo che si era approfittato di loro. Inoltre Jack si lamentò che Holmes non aveva descritto esattamente la relazione che c'era stata fra lui e Marion, la moglie di Holmes.
Nell'inverno 1952 Kerouac, che aveva messo da parte 1 000 dollari, lavorando nelle ferrovie, prese una casa a Richmond Hill, vicino alla stazione di Long Island, dove stare con la madre.
Mémêre tornò a lavorare nella fabbrica di calzature per pagare tutto il resto.
Nel gennaio e febbraio 1953, nella tranquillità della sua camera a Richmond Hill, Kerouac scrisse Maggie Cassidy, che racconta la storia del suo primo amore con Mary Carney. Questo libro avrebbe dovuto essere pubblicato dalla Ace Books per mezzo del suo agente Carl Solomon ma quest'ultimo lo rifiutò. Un altro agente, Phyllis Jackson non concluse nulla e Jack nominò suo agente Allen Ginsberg. Successivamente partì per San Luis Obispo a fare un lavoro nelle ferrovie come frenatore.
A San Francisco trovò Neal all'ospedale, il quale in un infortunio si era fratturato una caviglia. Malgrado il lavoro di frenatore fosse il lavoro meglio pagato che Jack avesse fatto, l'incidente all'amico lo impressionò molto e dopo breve si imbarcò su un mercantile diretto a Panama come cameriere alla mensa ufficiali.
Nell'agosto del 1953, Kerouac era a New York dove si innamorò di Alene Lee, tipico esemplare del mondo underground del Greenwich Village, del mondo dei sotterranei. Alene era appena uscita da un ospedale psichiatrico, dove l'avevano fatta ricoverare i suoi genitori per disintossicarla dalla morfina. Fu una relazione litigiosa e infelice, che durò due mesi, finché Gregory Corso raccontò a Jack di essersi portato a letto Alene. Jack si mise a piangere e da questa delusione amorosa nacque il romanzo I sotterranei scritto durante la luna piena di ottobre, in sole settantadue ore, sul solito rotolo da telescrivente che gli forniva Lucien Carr. Il romanzo, basato sulla scrittura spontanea, spinse Kerouac a enunciare le caratteristiche della sola, possibile letteratura del futuro: la punteggiatura si perde, le convenzioni sintattiche si spezzano e la prosa scorre libera per associazioni d'idee a ritmo musicale, uno stile nuovo che Kerouac specificò ai suoi amici, nello scritto Essentials of spontaneous prose. La mancata pubblicazione di Sulla strada, Dottor Sax e Maggie Cassady lo rese cupo e aggressivo, incominciò a bere molto e molto spesso.

### Tra buddhismo e cattolicesimo
Nel gennaio del 1954, per riprendersi dalla rottura di questa relazione, in un momento in cui si sentiva solo e confuso, Kerouac iniziò a studiare il Buddhismo. Partì per San José e si stabilì a casa dei Cassady. Nella biblioteca di San José egli lesse tutti i libri sul buddismo che riuscì a trovare. Dopo due mesi, in seguito ad una lite banale, Jack si trasferì in un albergo a San Francisco e iniziò a scrivere un'opera poetica San Francisco Blues: in ottanta chorus Jack descrisse la variegata umanità di San Francisco. Ad aprile ritornò a casa a Richmond Hill.
Nel gennaio 1955 Joan Haverty, ex moglie di Jack, lo portò in tribunale per ingiungergli di pagare il mantenimento della figlia.
Quando vide la foto Kerouac riconobbe che gli assomigliava; comunque Jack mostrò al giudice un certificato medico che diagnosticava una flebite e che lo rendeva inadatto a qualsiasi lavoro e il giudice sentenziò che se Kerouac era disabile, la causa non poteva avere corso. Michelle non conobbe mai suo padre ed ebbe vita difficile, morendo nel 1996 a quarantaquattro anni per abuso di sostanze stupefacenti.
Nell'estate del 1955 ritornò a Città del Messico e continuò a scrivere poesie e influenzato sia dal be-bop che dal buddhismo scrisse Mexico City Blues, la sua opera poetica più conosciuta: ricordi di infanzia si mescolano alle esperienze di viaggio e di droga; il mito dell'Oriente si affianca alla commemorazione di Charlie Parker; nichilistiche pulsioni suicide si alternano a rassicuranti visioni religiose. In agosto intrecciò una relazione con Esperanza Villanueva, vedova del fornitore di morfina a Burroughs, eroinomane e prostituta, che sarà la protagonista del romanzo Tristessa. Jack idealizzò Esperanza e le confessò per lettera di amarla, ma lei era troppo morfinomane per sostenere una relazione.
Il 1955 è l'anno di grazia per il movimento della Beat Generation. Il 7 ottobre, in una ex officina ribattezzata Six Gallery, Kerouac assisté alla storica serata di lettura di poesia: protagonista indiscusso della serata fu Allen Ginsberg che lesse, per la prima volta, il suo capolavoro poetico, Urlo.
L'8 settembre 1955, Kerouac seguì Ginsberg e Cassady a Berkeley e San Francisco, dove strinsero una solida amicizia con il giovane poeta Zen Gary Snyder. Trovò l'illuminazione attraverso la religione buddista che cercò di accostare al suo profondo cattolicesimo e provò a seguire l'esempio di Snyder in comunione con la natura. Alcuni ritengono che si sia convertito al buddhismo, ma lui, quasi rispondendo scrisse: Ma io non sono un buddista, sono un cattolico che rivisita la terra ancestrale che ha lottato per difendere il cattolicesimo contro difficoltà insormontabili, e che eppure alla fine ha vinto. Jack è devoto a santa Teresa di Lisieux (come sua madre) e san Francesco d'Assisi, e affascinato dal misticismo cristiano, ma in contemporanea dal buddhismo zen, identificando il Nirvana col Paradiso:
Kerouac andò con Snyder al picco del Matterhorn, nel parco Yosemite, partendo dalla San Francisco Bay Area e descrisse i tentativi di una scalata alpinistica gioiosa, passo dopo passo, a volte comici, che lui e i suoi amici assumevano verso la realizzazione spirituale e che descrisse nel romanzo I vagabondi del Dharma (The Dharma Bums). Questo incontro lo rese sereno per qualche tempo. Inoltre Snyder lo iniziò alla poesia giapponese degli haiku: nel 2003 uscirà Il libro degli haiku.
All'inizio del 1956 Jack aveva fatto richiesta per entrare nel corpo delle guardie forestali delle Cascades, con la qualifica di avvistatore d'incendio e dunque giunse a proposito la richiesta di presentarsi per l'addestramento presso il Picco della Desolazione. Il 18 giugno 1956, Jack si mise in viaggio sulla Highway 101, verso Cascade Range, nella parte nordoccidentale dello stato di Washington. La sua esistenza quasi da bhikkhu stava per realizzarsi.
Per due mesi Jack visse da solo in una baracca di legno con le finestre che davano sul Monte Hozomeen, che per lui giunse a simboleggiare il Vuoto. Questa volta lasciò a casa marijuana e benzedrina. L'immensa solitudine di questo luogo non gli diede la serenità sperata, anzi lo atterrì. Tenne come d'abitudine un diario, intitolato Desolation in Solitude che gli servì per scrivere la prima parte di Angeli di desolazione seguendo l'ispirazione che gli aveva fatto visita sulla montagna.
La seconda parte intitolata Passing through la scrisse nel 1961. Angeli di desolazione è un resoconto quasi giornaliero del modo di vivere irrequieto e instabile di Jack Kerouac.
Inoltre in Angeli della desolazione Kerouac si identifica con il gruppo di poeti formato da Corso, Ginsberg, Snyder, Whalen, Ferlinghetti, Duncan e McClure, anche se Kerouac era diverso da loro in quanto quasi del tutto apolitico, anche se all'inizio aveva condiviso la loro posizione anarchica e rivoluzionaria.
Dopo essere sceso dal Picco della Desolazione, si fermò a Seattle alcuni giorni e poi ritornò in autobus a San Francisco, dove riprese a vivere la sua solita vita e a bere vino di pessima qualità. Quindi si trasferì a casa di Neal e da qui a Città del Messico dove completò il romanzo Tristessa, facendo abbondante uso di benzedrina.
A novembre 1956 Jack si andò a stabilire a casa di Helen Weaver, ma lei dopo averlo ospitato per due mesi, lo mise alla porta perché ritornava a casa troppo tardi e ubriaco.

### Il successo
I discorsi sulla poetica beat di Ginsberg avevano acceso l'attenzione della stampa sul movimento della Beat Generation. Nell'ottobre 1956 Ginsberg lasciò San Francisco per raggiungere Kerouac a Città del Messico e da qui tornarono a New York, dove la Grove Press stava per pubblicare I sotterranei e diede a Kerouac la possibilità di pagarsi il viaggio a Tangeri.
Il 15 febbraio 1957 Jack partì da New York per Tangeri, dove viveva Burroughs, tentando di trovare una nuova tranquillità. Qui aiutò l'amico che aveva appena finito di scrivere il romanzo il Pasto nudo e glielo batté a macchina. Nell'ultima settimana di febbraio arrivò Gregory Corso e l'8 marzo, fu raggiunto da Allen e dal compagno di questi, Peter Orlovsky. Jack decise di ritornare a New York passando per Parigi, e Londra. In meno di tre mesi era ritornato a New York, dove si fermò a casa di Joyce Glassman, personaggio di Alice Newman in  Desolation Angels. Questo fu un rapporto saltuario che finì nell'indifferenza. La Glassman definì Kerouac un pallone gonfiato. Jack raggiunse sua madre a Orlando in Florida e assieme a lei si trasferì nuovamente a Berkeley, e qui arrivarono le prime copie pubblicate del libro Sulla strada. 

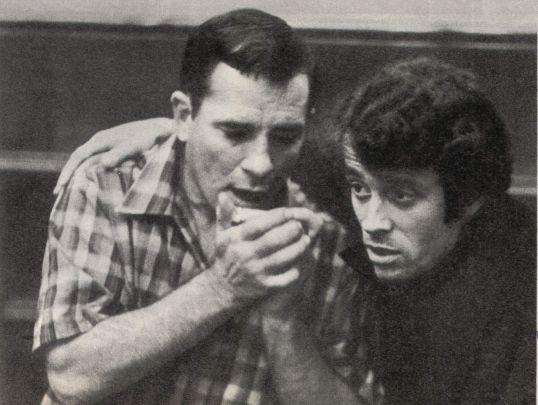
Gian Pieretti con Jack Kerouac, durante una delle conferenze tenute insieme nell'ottobre del 1966

Nel settembre 1957 la fama tanto attesa era finalmente arrivata: Sulla strada venne pubblicato dalla Viking Press di New York e fu un successo, rapidamente si susseguirono le ristampe. Il 5 settembre 1957 Gilbert Millstein scrisse sul New York Times che il libro era una vera e propria opera d'arte.. Tre giorni dopo invece David Dempsey, sempre sul New York Times, scrisse che pure essendo originale, leggibile e divertente, il romanzo mancava di una cornice solida e la strada non portava da nessuna parte. Invece, i giovani lettori furono attratti dalle avventure che si narrano e ritrovavano il senso di libertà che si prova a percorrere i grandi spazi d'America, inseguendo il sogno americano della grande corsa all'Ovest, dove tutto è da scoprire, tutto da costruire, dei cow boy liberi e senza leggi, degli hobo durante il periodo della Grande depressione e dell'epica fuga dalla Dust Bowl. I giovani lettori, identificandosi con Jack, si riappropriavano del proprio sé, della propria libertà di pensiero che la pubblicità dell'imperante conformismo americano maccartista, sottraeva loro, inquadrandoli in rigidi schemi preconcetti anti-americani.
Sulla strada è la testimonianza beat per eccellenza e recentemente ne è stata pubblicata la versione originale. Lo stile è quello del grande romanzo americano: ricche descrizioni, visioni di paesaggi desolati e senso di libertà nel viaggio mai finito. Elementi che per molti critici ricordavano Mark Twain e che contribuirono a mitizzare Kerouac nei suoi personaggi.
Tuttavia Sulla Strada inizia a purificarsi dalle regole grammaticali e sintattiche tradizionali, dando, a tratti, il via a quella che sarà la prosa spontanea, un termine inventato da Kerouac, per indicare un modo di periodare per associazioni di parole libere da costrizioni sintattiche, caratterizzato da immediatezza e rapido fluire, simile a quello della musica jazz.
Nel luglio 1957 Kerouac e la madre si trasferirono da New York vicino a Orlando (in Florida), vicino a dove abitava Nin. Il clima familiare, ormai, non era più sereno: la madre, abbandonatasi anch'ella agli eccessi alcolici, non faceva altro che criticare Jack, rinfacciandogli tutto quello che aveva fatto, e paragonandolo al fratello Gerard. In questo clima Kerouac scrisse Visioni di Gerard, la definitiva mitizzazione del fratello, considerato alla stregua di un martire cristiano. Dopo aver completato Angeli di desolazione a Città del Messico e dopo aver perso conoscenza dopo due settimane di ubriachezza, Jack decise di tornare a Lowell, dove incontrò Stella Sampas, sorella di Alex, suo amico di infanzia morto durante la seconda guerra mondiale, che decise di prendersi cura di Jack e di sua madre, diventando la sua terza moglie.
Il successo totalmente inaspettato di On the Road portò a Kerouac una enorme fama istantanea. A tal punto che gli editori delle case editrici erano pronti a contendersi qualunque scritto dell'autore, richiedendo tutti i manoscritti che in precedenza erano state respinti nel corso degli anni. Dopo nove mesi, non poteva più stare al sicuro in pubblico; una notte venne pestato a sangue da tre uomini fuori dal San Remo Cafe al 189 di Bleecker Street a New York. In quello stesso periodo l'amico Neal Cassady, probabilmente in conseguenza alla notorietà acquisita dal suo personaggio nel romanzo, venne arrestato senza prove con l'accusa di vendere marijuana.
All'inizio del 1958, Kerouac non poteva più stare in Florida, voleva stare a New York per lavorare sulle bozze dei I vagabondi del Dharma (The darma bums), negli uffici della Viking, quindi comprò una casa a Northport, Long Island, per 14.000 dollari e vi si installò con la madre, che volle arredarla in stile Sears Roebuck American, con abbondanza di acero, chintz e sedie di plastica. Qui lo andava a trovare Lois Sorrels, una poetessa che si era innamorata di Jack. Kerouac portò a termine I vagabondi del Dharma, scrisse regolarmente articoli per le riviste Holiday Magazine, Playboy, Esquire, Escapede e Nuggett, pagandosi le tasse e le spese ordinarie. Sterling Lord, il suo agente, stava per vendere Il dottor Sax, Mexico City Blues, Visioni di Cody, Tristessa e il Viaggiatore solitario. Finalmente guadagnava abbastanza per vivere senza preoccupazioni, anche se non era ricco, ma era necessaria una tutela: tutti i soldi finivano in un conto corrente in comune con mémêre e sugli assegni era necessaria la firma di entrambi. I soldi li amministrava la mamma, dandogli quanto bastava per birra e sigarette. In quel periodo Jack si era fidanzato con Dodie Müller, una pittrice che sua madre chiamava la sauvage. Stettero assieme fino febbraio 1959.
Il 30 giugno 1958 la rivista statunitense Billboard annunciò che la MGM, d'accordo con Kerouac, voleva trarre un film dal romanzo e propose a Marlon Brando di lavorare assieme, ma non se ne fece nulla. Solo nel 2012 vedrà la luce un film basato sul libro, On the Road, per la regia di Walter Salles.

### Gli ultimi anni (1960-1969)
(Big Sur)
Nel periodo tra il 1959 e il 1969, nonostante il successo del romanzo Sulla strada, Jack stentava ancora a trovare la felicità: la sua sete di rivincita non poteva placarsi così facilmente. Inoltre Kerouac era consapevole che non tutti i critici sarebbero stati altrettanto favorevoli. Infatti il breve idillio creatosi con la stampa si ruppe definitivamente allorquando iniziò a pubblicare tutti i suoi lavori: eccetto I vagabondi del Dharma, il resto delle opere di Kerouac conobbe un coro di stroncature. Doctor Sax fu stroncato sul New York Times. Stessa sorte ebbe Mexico City Blues da parte di Kenneth Rexroth, rabbioso nei confronti di Kerouac per essere stato ritratto male in I vagabondi del Dharma. Delle recensioni sul Suterday Rewiew e su Horizon lo fecero a pezzi. John Updike ne parodiò lo stile in un raccontino sul New Yorker. Truman Capote alla televisione disse che Kerouac batteva a macchina invece di scrivere.

#### Il declino
A giugno del 1960 Kerouac, prossimo ad un crollo psico-fisico, si stufò della vita a Northport. Era oppresso da troppe notti e troppi giorni passati a bere in qualche bar di New York, impersonando il Re dei Beat e si deprimeva pensando alla sua vita a 38 anni ancora in casa con sua madre. Negli ultimi tre anni aveva pubblicato 8 libri, aveva 20.000 dollari sul conto corrente, eppure continuava a bere. Adesso voleva vivere da solo. Chiese aiuto a Ginsberg, alla rivista Holiday, che gli offrì il lavoro di inviato a Parigi, e da ultimo scrisse a Lawrence Ferlinghetti, il suo editore della City Lights Bookstore a San Francisco, che voleva pubblicare Il libro dei sogni, dicendogli che non stava bene e Ferlinghetti gli offrì una baita al Bixby Canyon, vicino al Big Sur, sulla costa californiana dell'Oceano Pacifico, per qualche mese.
Come al solito Kerouac partì entusiasta verso la fine del luglio 1960 da Chicago con il treno California Zephyr. Fece una sosta a San Francisco, giusto il tempo di ubriacarsi per due giorni. Poi in autobus fino a Monterey e in taxi fino al Bixby Canyon, dove si addormentò sull'erba, poco lontano dalla baita. Quando arrivò Ferlinghetti lo accompagnò a Monterey a fare provviste per tre settimane e dopo il week end lo lasciò solo. Qui Kerouac ci descrisse gli incubi che la montagna gli incuteva. Le passeggiate sulla spiaggia e il suono dell'oceano gli ispirarono il lungo poema Mare. Suoni dell'Oceano Pacifico a Big Sur. Doveva stare al Bixby Canyon tre settimane ma ebbe degli incubi, era terrorizzato dal buio e dall'aspra solitudine delle montagne circostanti che assomigliavano a quelle dell'incubo e dopo due settimane si mise in moto a piedi verso la Highway n.1, per tornare a San Francisco in autostop.

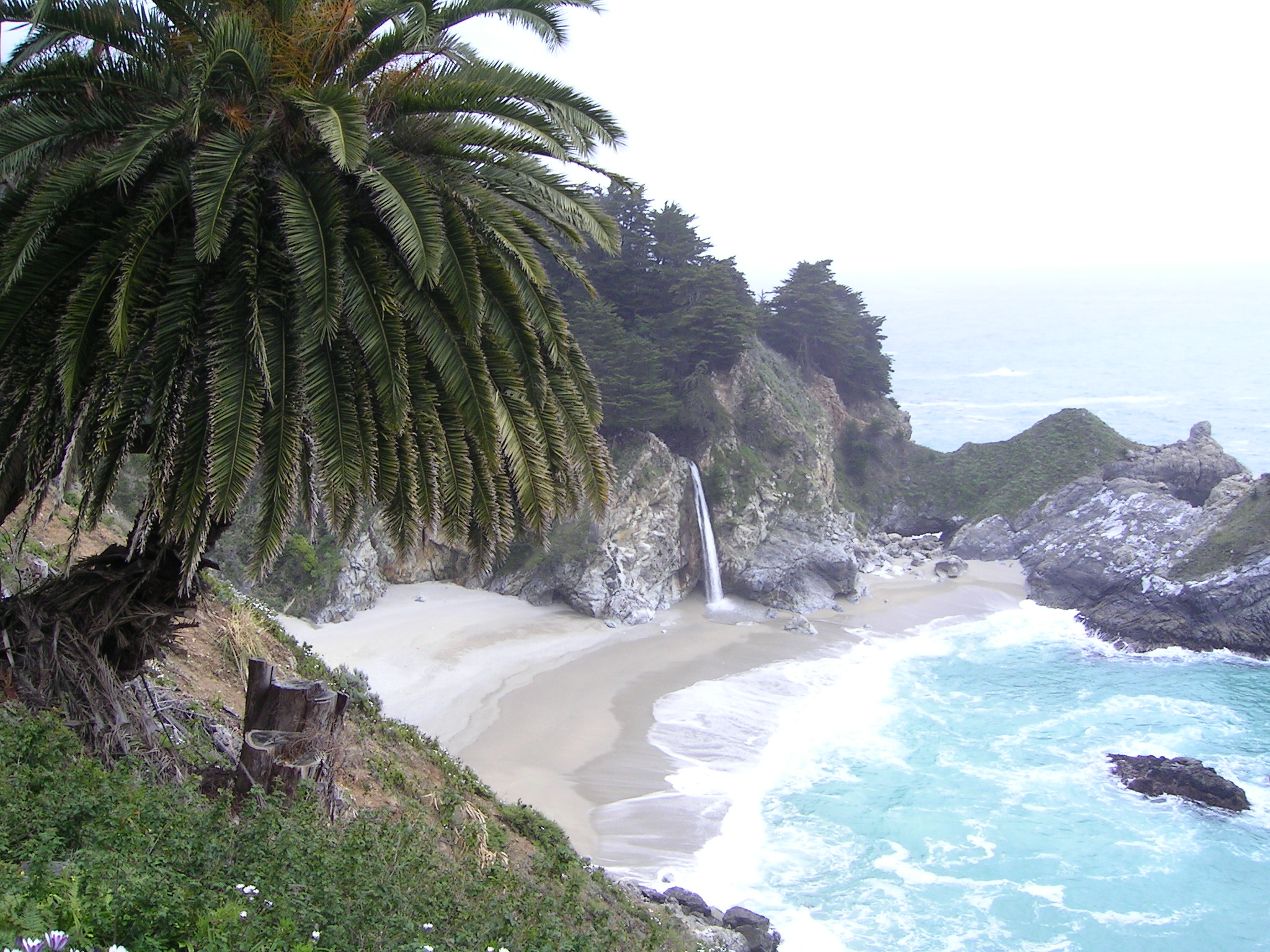
Spiaggia a Big Sur, località dove Kerouac rimase per qualche tempo

Questa esperienza è rimasta scritta nel libro Big Sur, nel quale la natura viene descritta come se fosse un riflesso della sua mente e nelle ultime trenta pagine si legge il delirium tremens che l'alcolismo e la seguente crisi di astinenza aveva provocato in Kerouac. Ad agosto del 1960, ritornato a San Francisco, Jack infatti aveva incontrato nuovamente Neal e Carolyn. Poi, insieme a un gruppo di amici, tra cui Billie, una ragazza poco equilibrata conosciuta la settimana prima, e il figlio piccolo di lei, Elliott, trascorse giornate di bevute a Big Sur; erano presenti anche Lew Welch (in Big Sur chiamato Dave Wain) e la moglie. Kerouac ricadde nella paranoia e nel delirio, pensa che Welch gli avveleni il cibo e che il ruscello dove si disseta sia inquinato dal kerosene. L'ultima notte, in preda alle allucinazioni da delirium tremens e insonnia, ebbe una visione della croce di Cristo e un tracollo nervoso. 
(Big Sur)
In seguito si convince che gli amici, che scavano una buca per i rifiuti, vogliano seppellire il piccolo Elliott nella sabbia. 
(Big Sur)
Lentamente si riprese un po' e, dopo la tragica esperienza dalla quale sarebbe nato il romanzo Big Sur, lo scrittore ritornò a casa della madre a New York, dove però continuò a bere.
Nel giugno del 1965, la Grove Press pagò a Kerouac le spese di una trasferta in Francia, sperando che in questo modo trovasse nuovi stimoli narrativi, ma nulla andò come previsto: vagabondò per Parigi cercando conforto nelle prostitute e nelle immancabili bottiglie. Da questa nuova, tragica esperienza, nacque Satori a Parigi. Ritornato a New York, Jack e la madre si trasferirono nuovamente, nel marzo del 1966, questa volta a Hyannis, vicino a Cape Cod. Gabrielle venne colpita da un ictus che le paralizzò il lato sinistro del corpo a causa del frequente abuso di alcolici a cui si era abbandonata.

#### Il viaggio in Italia
La casa editrice Arnoldo Mondadori Editore lo invitò in Italia per fare pubblicità alla collana della Medusa. Il 27 settembre 1966 sbarcò in Italia in preda alle sue ossessioni da alcolista e venne intervistato da Fernanda Pivano che, però, non riconobbe più l'autore che aveva dato voce a un'intera generazione. In seguito tenne una serie di conferenze in alcune città italiane, facendosi accompagnare dal cantautore Gian Pieretti, terminate a Napoli dove Jack, ubriaco, fu convinto dalla Pivano a intervenire all'incontro prefissato in un teatro; ad una precisa domanda, si mise a difendere l'intervento americano nel Vietnam - in particolare la moralità di alcuni soldati che conosceva personalmente, più che la politica governativa - e venne subissato dai fischi da parte di giovani contestatori. Quella sera partecipò poi ad una cena con l'ambasciatore statunitense e alcuni intellettuali e personalità, finendo per cercare una prostituta con cui concludere la nottata.

#### La morte
Nel 1967 Kerouac incominciò a scrivere l'ultimo romanzo, Vanità di Duluoz, incentrato sul periodo fra Lowell e la Columbia. Il romanzo uscì nel febbraio del 1968. Ma una nuova tragedia incombeva su di lui: il 4 febbraio il suo amico Neal Cassady, che nell'ultimo anno soffriva di una forma di demenza precoce causata dal suo uso di droghe e barbiturici, fu trovato morto assiderato sui binari di una ferrovia fuori San Miguel de Allende (Messico): aveva preso barbiturici per calmare i sintomi dell'astinenza da anfetamine, ma aveva anche assunto alcolici. Per tirarlo fuori dalla depressione e dall'alcol, i cognati Nick e Tracy portarono Jack in Europa, tra Lisbona, Madrid, Stoccarda e Ginevra, ma l'esperienza fu disastrosa, in quanto Kerouac non fece altro che ubriacarsi. Trasferitosi nuovamente in Florida, a St.Petersburg, Kerouac continuò la sua corsa verso la morte: era sempre più frequente vederlo partecipare a risse da bar in cui si era alzato troppo il gomito.

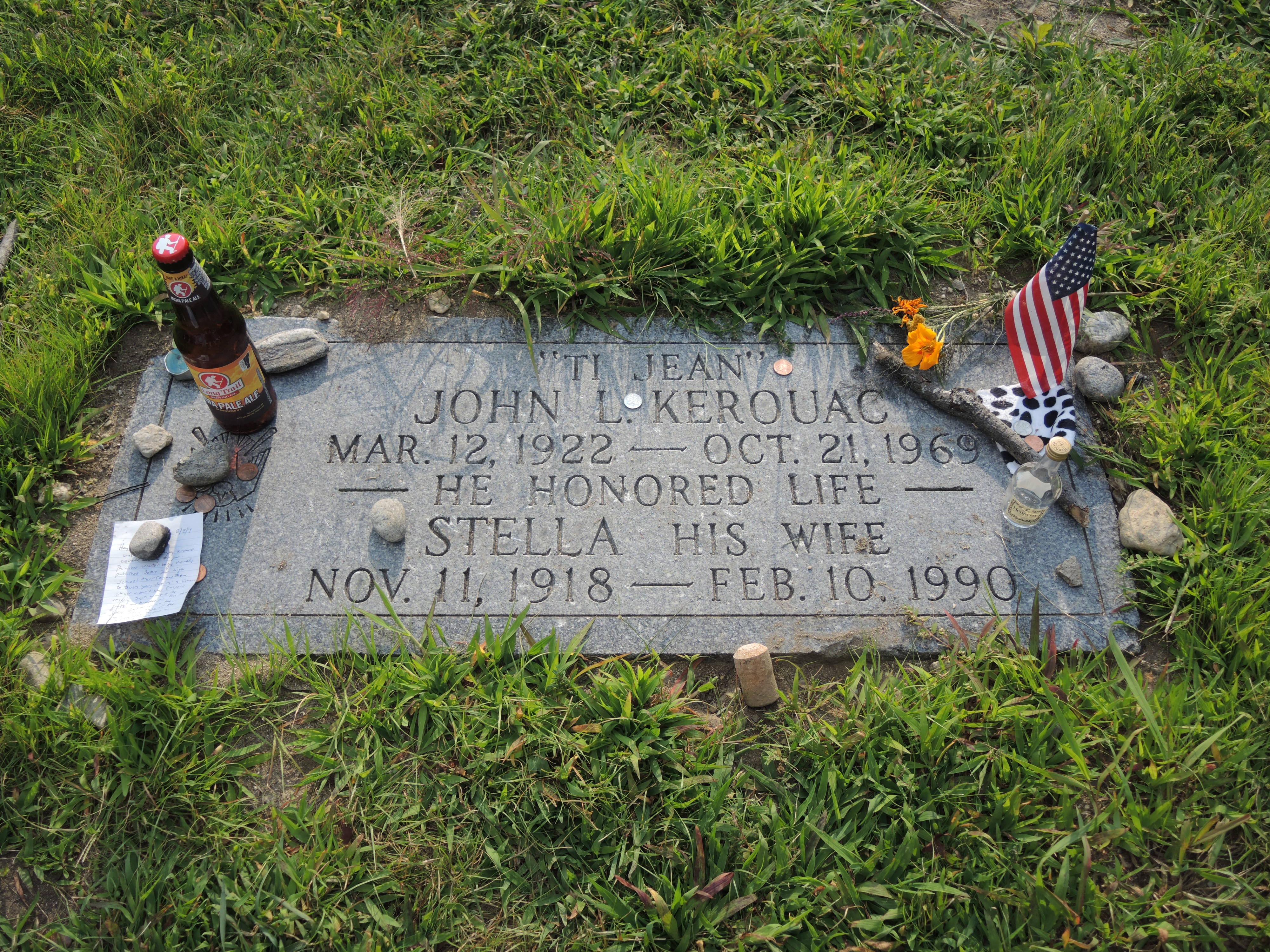
Sepoltura di Kerouac e della moglie Stella a Lowell.

Il 20 ottobre 1969 si svegliò alle quattro del mattino in seguito all'ennesima sbornia. Verso mezzogiorno, mentre stava bevendo un liquore di malto e scarabocchiando appunti per un libro sul padre, accusò forti dolori addominali e vomitò sangue: il fegato aveva ceduto per la cirrosi epatica. Portato in ospedale, venne soccorso prontamente, sottoposto a 26 trasfusioni e ad un'operazione chirurgica nel tentativo di contenere l'emorragia gastrointestinale dovuta alla rottura spontanea di varici esofagee. Alle cinque e mezzo del mattino del 21 ottobre, senza mai aver ripreso conoscenza dopo l'intervento chirurgico, Jack Kerouac morì a quarantasette anni a causa dello shock ipovolemico dovuto alla perdita di sangue.
Jack Kerouac è sepolto nella nativa Lowell insieme alla moglie Stella, morta nel 1990. In base ad un testamento che Gabrielle era impossibilitata a firmare, e riconosciuto falso dal tribunale, ma ormai irrevocabile per prescrizione dei termini, i diritti d'autore passarono tutti a Stella Sampas, poi al fratello di questa John, erede di Stella, e ai suoi discendenti diretti.
La città di San Francisco ha deciso d'intitolare allo scrittore una piccola strada (Jack Kerouac Alley) che da Chinatown porta a Colombus Street.
(da una lettera scritta a Neal Cassady)

## Le opere e lo stile
(Jack Kerouac, 1962)
Questa frase, pubblicata da Kerouac all'inizio del romanzo Big Sur, testimonia che l'opera è essenzialmente autobiografica. Il successo di romanzi quali Sulla strada o I vagabondi del Dharma spesso fa dimenticare al lettore che Kerouac considerava i propri libri quali frammenti di un'unica opera, intitolata La leggenda di Duluoz, l'ennesimo tentativo, da parte degli scrittori americani, di cimentarsi con il grande romanzo americano.
Già fin dal suo primo romanzo, Orfeo emerso, rimasto inedito fino al 2003, scritto a soli ventitré anni, vengono presentati i temi centrali dell'intera opera kerouackiana: gli amori, i conflitti di un gruppo di amici, la ricerca della verità attraverso l'arte in tutte le sue forme. Il primo scritto ufficiale di Kerouac risale al 1950 con la pubblicazione del romanzo intitolato La città e la metropoli. L'opera fu ben accolta dalla critica che ne individua delle analogie narrative simili a quelle di Thomas Wolfe (la narrativa della memoria), ma Kerouac non ne è soddisfatto e per tutta la sua carriera intraprenderà una ricerca tematico-formale apprezzata dalla critica accademica soltanto in tempi relativamente recenti. Con il suo romanzo più famoso, Sulla strada, il tema del viaggio quale metafora della libertà entra a far parte della narrativa di Jack. Si tratta di un tema non estraneo alla letteratura americana: già Jack London, uno degli autori che più ha influenzato Kerouac, scrisse un romanzo on the road. Il viaggio si collega alla fuga, al tentativo di isolarsi e di scoprire la verità nella solitudine: è questo il periodo religioso di Kerouac, testimoniato da I vagabondi del Dharma, dalle sue opere poetiche quali, oltre al già citato Mexico City Blues, La scrittura dell'eternità dorata e da Angeli di desolazione. Tuttavia si tratta di una fuga inutile, testimoniata dall'immensa tristezza di romanzi come Big Sur e Satori a Parigi. Una fuga che non ha via di uscita se non la morte dell'autore. Ma forse il tema che più di ogni altro è centrale nell'opera kerouackiana è quello dell'oscillazione tra la città e la metropoli, tra una vita tranquilla, in un ambiente sereno e familiare, e una vita vissuta tra esperienze non sempre glorificanti. Dopo aver scelto per molti anni la city, Kerouac deciderà di tornare sui propri passi, di tornare nella town, nella sua città, nella sua cara Lowell, alla ricerca di un tempo perduto: questa ricerca, testimoniata dal tentativo di rivivere le immagini della felice infanzia, attraverso la scrittura di nuovi romanzi, risulta, però, vana e si conclude con una nuova sconfitta.
Attraverso le opere di Kerouac è possibile seguire il suo percorso biografico e intellettuale. Kerouac considerò le sue opere un'unica lunga autobiografia da lui chiamata La leggenda di Duluoz.

Dal punto di vista stilistico l'opera di Kerouac rappresenta un'importante novità nel panorama della letteratura internazionale. Egli crea, infatti, un nuovo stile, del tutto innovativo: la prosa spontanea. Questo stile, senza regole apparenti, segue dei principi fondamentali dettati dallo stesso Kerouac e che prevedono libertà mentale da cui far scaturire poi quella lessicale come disse in The Essentials of Spontaneous Prose: 
Per il contenuto delle sue storie e il suo modo di scrivere, peraltro fortemente apprezzato da Henry Miller, Kerouac rimarrà il padre del movimento beat fin verso gli anni ottanta, periodo nel quale si decide di cominciare a contestualizzare l'autore in una logica più ampia delle letteratura americana e di analizzare senza preconcetti la sua proposta stilistica.
Si ritiene che il contributo letterario e sociale di Jack Kerouac sia assai più profondo e qualitativo rispetto ai giudizi che inizialmente l'avevano emarginato in una nicchia della controcultura americana perché la sua prosa, dal particolare rifiuto del consumismo americano, fatto di ricchezza solo per pochi e per gli altri di rate da pagare, di speculazione delle banche, di sfruttamento dei lavoratori, si eleva a universale senso umano della vita, della disperazione di fronte alla crisi dei valori umani (l'amicizia, l'amore) e della cultura, della disperazione di fronte alla morte. Jack Kerouac ha esplicitato la sensazione di vuoto, che in una società simile ci aspetta a livello globale.

## Kerouac pittore
Decisamente meno conosciuta è l'attività di Jack Kerouac nel campo della pittura e della grafica. Appassionato di arte, dopo aver studiato l'arte europea del passato, Kerouac incontrò il mondo artistico statunitense, studiando i maestri della pittura informale e quelli della scuola di New York, che aveva poi cominciato a frequentare dalla seconda metà degli anni Cinquanta. Kerouac fece anche ritratti di personaggi famosi, come Joan Crawford, Truman Capote, Dody Muller e addirittura il cardinal Montini.
L'arte figurativa e astratta di Kerouac, fatta di complicati disegni, dipinti e appunti grafici, trasmette l'angoscia e il suo disagio già espresso con la letteratura.
In Italia si sono potute ammirare le opere di Kerouac solo in un'occasione, all'interno della Kerouac Beat Painting presso il Museo arte Gallarate (noto anche con l'acronimo di MAGA).

## Opere

### Romanzi
- Il mare è mio fratello (The Sea Is My Brother, 1943; pubblicato nel 2010) ISBN 0141193336, ISBN 978-0141193335[80]
- Orfeo emerso (Orpheus Emerged, 1944-1945; pubblicato nel 2002)
- E gli ippopotami si sono lessati nelle loro vasche (And the Hippos Were Boiled in Their Tanks, 1945; pubblicato nel 2008), scritto con William S. Burroughs
- La città e la metropoli (The Town and the City, 1949; pubblicato nel 1950)
- Sulla strada (On the Road, 1951; pubblicato nel 1957)
- La nuit est ma femme (1951; inedito), scritto in francese
- Il dottor Sax (Doctor Sax, 1951-1952; pubblicato nel 1959)
- Visioni di Cody (Visions of Cody, 1951-1952; pubblicato nel 1960)
- Pic (1951-1952; pubblicato nel 1971)
- Il libro dei sogni (Book of Dreams, 1951-1960; pubblicato nel 1960)
- Sur le chemin (1952; inedito), scritto in francese
- Maggie Cassidy (1953; pubblicato nel 1959)
- I sotterranei (The Subterraneans, 1953; pubblicato nel 1958)
- Tristessa (1955-1956; pubblicato nel 1960)
- Visioni di Gerard (Visions of Gerard, 1956; pubblicato nel 1963)
- I vagabondi del Dharma (The Dharma Bums, 1958)
- Big Sur (1962)
- Angeli di desolazione (Desolation Angels, 1965)
- Satori a Parigi (Satori in Paris, 1965; pubblicato nel 1966)
- Vanità di Duluoz (Vanity of Duluoz, 1968)

### Raccolte di racconti
- Diario di uno scrittore affamato (Atop an Underwood: Early Stories and Other Writings, 1936-1943; pubblicato nel 1999)
- Bella bionda e altre storie (Good Blonde & Others, 1955; pubblicato nel 1993)
- Viaggiatore solitario (Lonesome Traveler, 1960)

### Poemi
- Mexico City Blues (1955; pubblicato nel 1959)
- Vecchio Angelo Mezzanotte (Old Angel Midnight, 1956; pubblicato nel 1973)

### Raccolte di poesie
- La scrittura dell'eternità dorata (The Scripture of the Golden Eternity, 1956; pubblicato nel 1960)
- Scattered Poems (1945-1968; pubblicato nel 1971)
- Il libro degli schizzi (Book of Sketches, 1952-1957; pubblicato nel 2006)
- Trip Trap: Haiku on the Road from SF to NY (1959; pubblicato nel 1973) - composto con Albert Saijo e Lew Welch
- Heaven & Other Poems (1957-1962; pubblicato nel 1977)
- San Francisco Blues (1954; pubblicato nel 1991)
- Pomes All Sizes (1960; pubblicato nel 1992)
- Book of Blues (1954-1961; pubblicato nel 1961)
- Il libro degli Haiku (Book of Haikus; pubblicato nel 2003)

### Saggi
- Il libro del risveglio. Vita del Buddha (Wake Up: A Life of the Buddha, 1955; pubblicato nel 2008)
- Some of the Dharma (1955; pubblicato nel 1997)

### Drammaturgie
- Beat Generation (1957; messa per la prima volta in scena nel 2005)

### Epistolario
- Jack Kerouac: Selected Letters, 1940-1956
- Jack Kerouac: Selected Letters, 1957-1969
- Windblown World: The Journals of Jack Kerouac, 1947-1954
- Door Wide Open: A Beat Love Affair In Letters, 1957-1958
- Dear Carolyn: Letters to Carolyn Cassady (1983)

### Altri scritti
- Safe In Heaven Dead (interviste)
- Conversations with Jack Kerouac (interviste)
- Empty Phantoms (interviste)

### Traduzioni italiane
Opere
- Sulla strada, traduzione di Magda de Cristofaro, introduzione di Fernanda Pivano, Mondadori, Milano 1959, ISBN 9788852014000; a cura di Marisa Caramella, Leonardo, 1992; Mondadori, Milano 1995 uscito anche come allegato a Famiglia Cristiana, 1998; e a la Repubblica, 2002; trad. Marisa Caramella, Mondadori, Milano 2006
- I sotterranei, trad. anonima, prefazione di Henry Miller, introduzione di Fernanda Pivano, Feltrinelli, Milano 1960, ISBN 88-07-80511-1.
- I vagabondi del Dharma, trad. Magda de Cristofaro, Mondadori, Milano 1961; 19702; con presentazione di Goffredo Fofi, Garzanti, Milano 1988; Mondadori, Milano 1989; trad. Nicoletta Vallorani, Mondadori, Milano 2007
- Il libro dei sogni, trad. Vincenzo Mantovani, SugarCo, Milano 1963; 19942; trad. Stefania Benini e Sabrina Ferri, Mondadori, Milano 2002
- Big Sur, trad. Bruno Oddera, Mondadori, Milano 1966
- Il dottor Sax, trad. Magda de Cristofaro, Mondadori, Milano 1968
- Satori a Parigi, trad. Silvia Stefani, Bompiani, Milano 1968; 19982
- Tristessa, trad. Ugo Carrega, SugarCo, Milano 1969; 19942
- Vanità di Duluoz, trad. Miro SIlvera, prefazione di Fernanda Pivano, Bompiani, Milano 1970
- Visioni di Cody, trad. Pier Francesco Paolini, introduzione di Allen Ginsberg, prefazione di Fernanda Pivano, Arcana, Roma 1974; 19952
- Refrain, trad. Carlo Alberto Corsi, Guanda, Milano 1977 [da Mexico City Blues]
- Mexico City Blues, trad. Carlo Alberto Corsi e Paola Fanzeco, Newton Compton, Roma 1979; 19962; 19993
- Viaggiatore solitario, trad. Alessandro Gebbia e Sergio Duichin, Arcana, Roma 1979; SugarCo, Milano 1987; Arcana, Roma 1994
- Maggie Cassidy, trad. Magda de Cristofaro, nota introduttiva di Ferruccio Fölkel, Mondadori, Milano 1980; trad. Monica Luciano, Milano 2003
- Pic, trad. Bruno Armando, introduzione di Carlo Alberto Corsi, Newton Compton, Roma 1980; 19952; con postfazione di Arnaldo Colasanti, 20053
- Visioni di Gerard, trad. Magda de Cristoforo, introduzione di VIncenzo Mantovani, Mondadori, Milano 1980
- La città e la metropoli, trad. Bruno Armando, Newton Compton, Roma 1981
- Angeli di desolazione, trad. Magda de Cristofaro, prefazione di Fernanda Pivano, introduzione di Seymour Krim, Mondadori, Milano 1983
- Neal e i tre Stooges, a cura di Roberto Fedeli, Stampa Alternativa, Roma 1993
- Il libro dei blues, trad. Massimo Bocchiola, introduzione di Robert Creeley, Leonardo, Milano 1996
- San Francisco blues: 71 poesie, trad. Massimo Bocchiola, Mondadori, Milano 1996
- Scrivere bop. Lezioni di scrittura creativa, trad. Silvia Ballestra, Mondadori, Milano 1996
- Il sogno vuoto dell'universo. Saggi sul buddismo, trad. Silvia Piraccini, Mondadori, Milano 1996
- La leggenda di Dulouz, a cura di Ann Chartes, trad. Maria Giulia Castagnone, Mondadori, Milano 1997
- Tuo Jack. Lettere dalla Beat generation, 1941-1956, a cura di Ann Charters, trad. Maria Silvia Piraccini, Milano 1997
- Poesie beat, traduzione di Carlo Alberto Corsi, Newton Compton, Roma 1997
- Da Lowell a San Francisco. Dall'innocenza all'esperienza, andata e ritorno, edizione e traduzione a cura di Silvia Barlassina, Milano 1997
- 36 blues, trad. Massimo Bocchiola, Mondadori, Milano 1998
- La scrittura dell'eternità dorata, trad. Massimo Bocchiola, introduzione di Anne Waldmann ed Eric Mottram, Mondadori, Milano 1998
- Bella bionda e altre storie, trad. Luca Guerneri, prefazione di Robert Creeley, Mondadori, Milano 1999
- L'ultimo Hotel e altre poesie, trad. Massimo Bocchiola, introduzione di Allen Ginsberg, Mondadori, Milano 1999
- Vecchio Angelo Mezzanotte, a cura di Donald Allen, trad. Luca Guerneri, saggi di Ann Charters e Michael McClure, Mondadori, Milano 1999
- Diario di uno scrittore affamato. Racconti, articoli, saggi, a cura di Paul Marion, trad. Luca Guernieri, Stefania Gobbi e Marilia Maggiora, Mondadori, Milano 2000
- Romanzi, a cura e con saggio introduttivo di Mario Corona, I Meridiani, Mondadori, Milano 2001 [anche nei Meridiani Collezione, 2005]
- L'ultimo vagabondo americano, trad. Marta Baldocchi e Cetina Savà-Cerny, Mondadori, Milano 2002
- Il libro degli Haiku, a cura di Regina Weinreich, trad. Silvia Rota Sperti, Mondadori, Milano 2003
- Orfeo emerso, trad. Chiara Spallino Rocca, Milano 2003
- L'ultima parola. In viaggio. Nel jazz, a cura di Alberto Masala, con uno scritto di Paolo Fresu, Il Maestrale, Nuoro 2003
- I capolavori, con uno scritto di Fernanda Pivano, Mondadori, Milano 2004 [antologia]
- Un mondo battuto dal vento. I diari di Jack Kerouac 1947-1954, introduzione e note di Douglas Brinkley, trad. Sara Villa, Mondadori, Milano 2006
- Poesie, Gruppo editoriale L'Espresso, Roma 2006 [allegato al settimanale L'Espresso]
- Beat Generation, introduzione di A. M. Homes, trad. Sergio Altieri, Mondadori, Milano 2007
- Introduzione a Robert Frank, Gli americani, Contrasto, Roma 2008 [fotografie del 1955-1956]
- Kerouac: vita, poetica, opere scelte, "I grandi poeti", Il sole 24 ore, Milano 2008 [ed. per "Il Sole 24 Ore"]
- Il libro degli schizzi 1952-1957, introduzione di George Condo, trad. Michele Piumini, Mondadori, Milano 2008
- Il libro del risveglio. Vita del Buddha, introduzione di Robert A. F. Thurman, trad. Tommaso Pincio, Mondadori, Milano 2009
- On the Road. Il "rotolo" del 1951, a cura di Howard Cunnell, trad. Michele Piumini, postfazione di Fernanda Pivano, Mondadori, Milano 2010
- The Paris Review. Il libro: Cuori infranti, Follia, Sesso, Amore, Tradimento, Gli Outsider, Intossicazione, Guerra, Capriccio, Orrori, Dio, Morte, Cena, Baseball, Viaggi, L'arte di scrivere e qualsiasi altra cosa esista al mondo dal 1953, Fandango Libri, Roma 2010 [contiene La ragazza messicana (1955), pp. 947–975]
- E gli ippopotami si sono lessati nelle loro vasche, con una nota di James W. Grauerholz, trad. Andrew Tanzi, Adelphi, Milano 2011 [in collab. con William S. Burroughs]
- Il mare è mio fratello, a cura di Dawn M. Ward, trad. Michele Piumini, Mondadori, Milano 2012
- Tristessa, trad. Michele Piumini, Mondadori, Milano 2013
- La vita stregata, trad. Laura De Palma, Mondadori, Milano 2014
- Pic, trad. Michele Piumini, Mondadori, Milano 2015

Altro
- Carolyn Cassady, Cuore di beat. La mia vita con Neal Cassady e Jack Kerouac. Storia di un triangolo affettivo nella San Francisco dei primi anni '60 con lettere inedite di Cassady, Ginsberg e Kerouac, trad. Giorgio Mariani, Samonà e Savelli, Roma 1980
- Laura Del Giudice e Angelo Fabbiano, Il misticismo di Jack Kerouac in the Dharma Bums: ipotesi di lettura, Adriatica ed. salentina, Lecce 1980
- Sofia Nanu, Ti Jean. Immaginando Kerouac, Brioschi, 2020, ISBN 9788899612795
- Kerouac and Co.: beat city blues, a cura di Luca Scarlini, Nuovi equilibri/Stampa alternativa, Viterbo, 1995 [antologia poetica]
- Emanuele Bevilacqua (a cura di), Battuti & beati: i beat raccontati dai beat, trad. Giovanna Granato, Einaudi, Torino 1996 [con estratti]
- Lato A/1, trad. Matteo Guarnaccia, Stampa alternativa, Viterbo 1996 [contiene: Le origini della rivoluzione beat di Jack Kerouac; Sareste scappati da casa se aveste saputo che Jack Kerouac viveva con sua madre?, di Alfred G. Aronowitz; e Goodbye Jack Kerouac di David Widgery]
- Tom Clark, Jack. Vita e leggenda di Kerouac, trad. Claudia Molinari, Edimar, Milano, 1997 [biografia]
- Steve Turner, L'angelo caduto. Vita di Jack Kerouac, Fazi, Roma 1997
- Ted Berrigan, Intervista con Jack Kerouac, a cura di Silvia Barlassina, introduzione di Lawrence Ferlinghetti, minimum fax, Roma 1998
- Cesare Fiumi La strada i di tutti. On the road sulle piste di Jack Kerouac, prefazione di Fernanda Pivano, Feltrinelli, Milano 1998
- David Sandison, Jack Kerouac, Mondadori, Milano 2001
- Dario Bonifacio, Jack Kerouac sulle note di San Francisco, presentazione di Federico Bucci, collana "Le città letterarie", Unicopli, Milano 2001
- Barry Gifford e Lawrence Lee, Jack's book. Una biografia narrata di Jack Kerouac, trad. Chiara Vatteroni, postfazione di Fernanda Pivano, Fandango, Roma 2001
- Emanuele Bevilacqua, Album beat: la generazione di Kerouac, Castelvecchi, Roma 2003
- Italo Moscati, Le scarpe di Jack Kerouac: sulla strada, fra le immagini di un mondo in allarme, Ediesse, Roma 2003
- Ann Charters, Vita di Kerouac, trad. Giuseppe Strazzeri, Mondadori, Milano 2003
- Matteo Guarnaccia, Beat e mondo Beat: chi sono i Beats, i Provos, i Capelloni. Con un inedito e sorprendente Kerouac, Stampa Alternativa, Viterbo 2005
- Jude Luciano Mezzetta (a cura di), L'impermeabile di Kerouac: interviste sulla beat generation a Sanders, Hirschman, Ferlinghetti, Lacy, Società editrice fiorentina, Firenze 2005
- Rossano Astremo, Jack Kerouac: il violentatore della prosa, Icaro Libreria, Lecce 2006
- Edie Kerouac Parker, You'll be ok. La mia vita con Jack, a cura di Timothy Moran e Bill Morgan, Nuovi equilibri/Stampa alternativa, Viterbo 2008 (memorie della prima moglie)

Saggi critici
- Vito Amoruso, La letteratura beat americana, Laterza, 1980
- Emanuele Bevilacqua, Guida alla Beat generation. Kerouac e il rinascimento interrotto, Cooper, Roma 2007, ISBN 9788873940609
- Marisa Bulgheroni, Il nuovo romanzo americano, Schwarz, 1960, ISBN RAV0169451
- Bruno Cartosio, Anni inquieti, Editori Riuniti, 1992, ISBN 8835935458
- Alain Dister, La beat generation: rivoluzione "On the road", Electa Gallimard, 1998, ISBN 8844501309; ISBN 9788844501303
- Antonio Filippetti, Jack Kerouac, La Nuova Italia, collana "Il Castoro", Firenze 1975, ISBN 8822125061; ISBN 9788822125064
- Alessandro Gebbia e Sergio Duichin, Kerouac graffiti, Arcana, Roma 1978
- Mario Maffi, La cultura underground, Odoya, 2009, ISBN 886288057X, 9788862880572
- Franco Minganti, Beat generation, Comune di Cesena, 1994,
- Franco Minganti, Altre x-roads. Modi dell'espressività afroamericana, Bacchilega Editore, 2009
- Franco Minganti, Jazztoldtales. Jazz e fiction. letteratura e jazz, Bacchilega, Imola, 1997
- Fernanda Pivano, Beat generation, Aut aut, 49, 1959
- Fernanda Pivano, Beat hippie yippie, Bompiani, Milano 1977
- Fernanda Pivano, C'era una volta un beat. 10 anni di ricerca alternativa, Arcana, Roma, 1976
- Fernanda Pivano, Yessir, Jack Kerouac, East 128, Milano, 1969
- Fernanda Pivano, La balena bianca e altri miti, Milano, Mondadori, 1961, Premio Soroptimist 1962; Milano, Il Saggiatore, 1995.
- Fernanda Pivano, Auguri per sempre, Milano, East 128, 1962; Roma
- Alessandro Portelli, La linea del colore, ManifestoLibri, Roma, 1994, ISBN 887285055X; ISBN 9788872850558
- Giorgio Rimondi, La scrittura sincopata, Mondadori, Milano, 1999
- Lina Unali, "Percorsi su carta dell'emigrato franco-canadese Jack Kerouac", Il ponte, vol. 37, fascicolo 11/12, La Nuova Italia, Firenze, 1981, pp. 1221–1228.
- Andrea Galgano, "L'ultimo hotel di Jack Kerouac", in "Mosaico", Aracne, Roma, 2013, pp. 383–391.
- Alessandro Manca, "Kerouac. Viaggio in Italia. Un giorno a Milano", Strade Bianche di Stampa Alternativa, 2019 http://www.stradebianchelibri.com/kerouac---viaggio-in-italia---un-giorno-a-milano.html
- Alessandro Manca, "Kerouac. Viaggio in Italia. Due giorni a Roma", Strade Bianche di Stampa Alternativa, 2021 http://www.stradebianchelibri.com/manca-alessandro---kerouac-viaggio-in-italia---due-giorni-a-roma.html
- Alessandro Manca, "La vita è un paese straniero. Kerouac in Italia 1966", El Doctor Sax, 2023